# 石井潤治

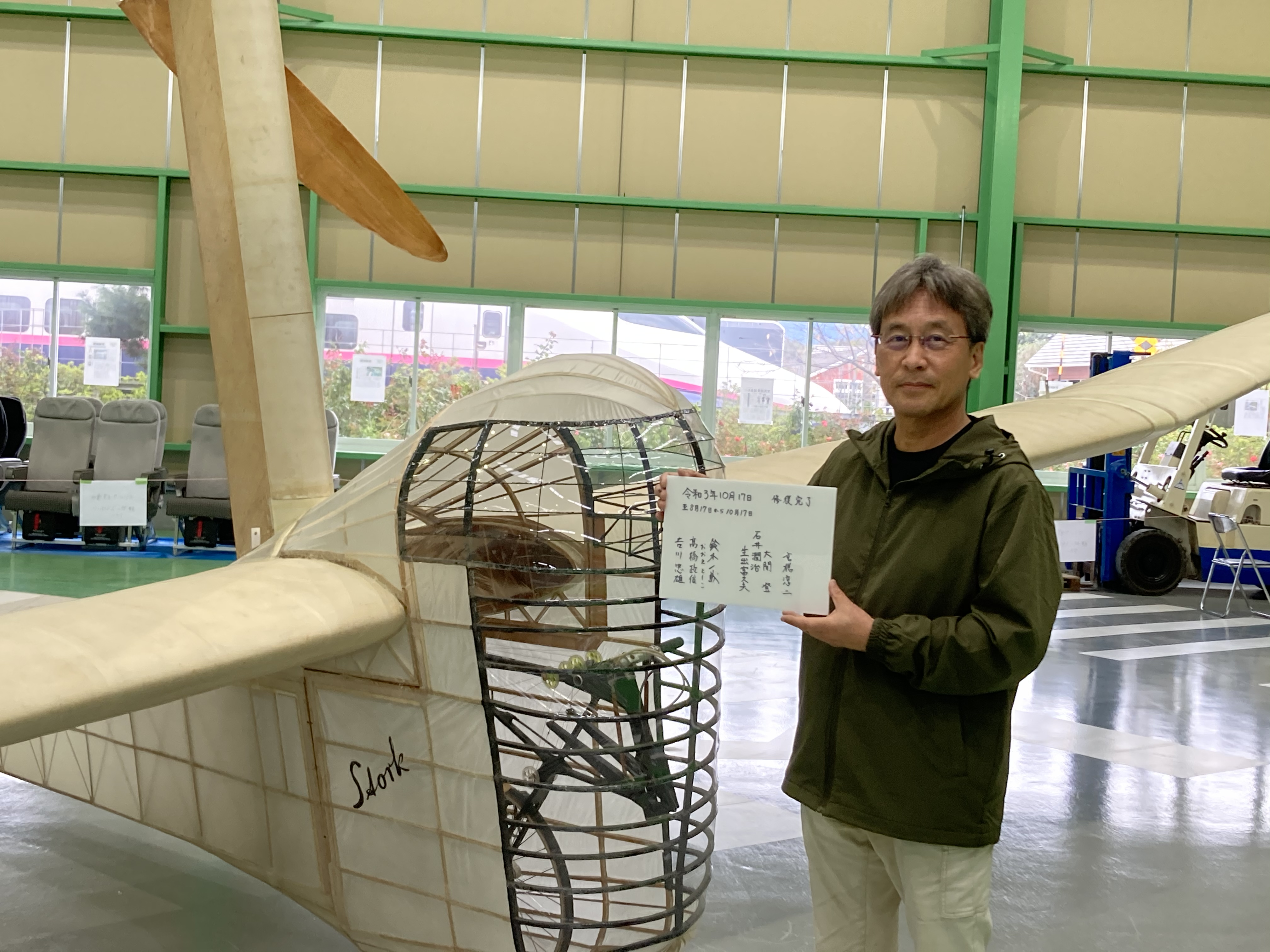
2021年10月ストーク修復完成後の石井潤治

石井 潤治（いしい じゅんじ、1954年〈昭和29年〉2月21日 - ）は日本の航空機設計者。航空教育者。人力飛行機ストークの設計者。

## 来歴
1954年（昭和29年）、岡山県倉敷市に出生。 1972年（昭和47年）、日本大学理工学部機械工学科航空宇宙工学コース入学、1976年同大学卒業。在学中は航空研究会ホームビルト斑に所属し、実機の設計・製作に没頭する。大学2年で木製ハンググライダー「HOBBY」を設計・製作し、飛行に成功。大学4年の時に、ラジコン模型航空機 Aka02（あかおに)が、2.5倍のエンジン付きパイロンレースで優勝機と同等のタイムを出し、ラジコン技術に連載記事を執筆。1977年1月2日、卒業研究で設計製作した人力飛行機ストークが海上自衛隊下総基地で2093.9ｍを飛行し世界記録を樹立、ストークは国立科学博物館に永久保存される。
1981年（昭和56年）6月、石川島播磨重工業（現IHI）入社、民間航空機用ターボファンエンジン（RJ-500）の開発に従事。1982年、山陽鉄工株式会社(岡山県倉敷市）に入社。1987年、超軽量飛行機パフィン（40ps1人乗り）、その後レモン（64ps2人乗り）を設計製作し、自らテストパイロットとして飛行。設計、製造、強度、飛行特性など全項目を証明し「航空局型式認定を取得」国内航空機メーカーとして販売。
2004年（平成16年）大手工作機械メーカーと共同で、陸送限界サイズの部品を加工する超大型工作機械を開発。「3.7m×7.2m部品のナノテクノロジー切削に成功」液晶テレビの大型低価格化に大きく貢献。2006年 「大型旅客機部品の製造」を開始。
2016年（平成28年）9月17日 NHK「超絶 凄ワザ!」距離競技で、高性能紙飛行機を開発し、インメルマンターンに成功。2017年（平成29年）5月1日NHK「超絶 凄ワザ!」凄ワザ杯 紙飛行機王決定戦、マト抜き競技に出演、垂直旋回で優勝。
2017年（平成29年）5月1日「飛行機と工作の会」立上げ、模型航空教育復活を目指して、子供部屋やリビングでアクロバット飛行できる室内機「リビングルームプレーン」を開発。リビングルームプレーンを使って、小学校、高等学校、大学、科学施設など、幅広い場で模型航空教育を行っている。
2021年（令和3年）10月、茨城県筑西市に新設された科博廣澤新航空博物館にて、人力飛行機ストークの修復を行う。https://www.youtube.com/playlist?list=PLqqpqWbBVUhARiKG-C729bNfHf_MZLBcP

## 著書
輝ける讃岐人３　鳥になった男たち「幸吉の飛行を科学的に考える」（公益財団法人山陽放送学術文化・スポーツ振興財団発行、吉備人出版、2023年）

## 栄典
- 1976年（昭和51年）9月20日、日本航空協会より「航空時の人」に選ばれる